# Waleed Salim
Waleed Salim (en árabe: وليد سالم اللامي‎ Mosul, Irak; 5 de enero de 1992) es un futbolista de Irak que juega en la posición de lateral derecho con el Naft Al-Wasat de la Liga Premier de Irak.

## Carrera

### Club
| Periodo   | Club                |
| --------- | ------------------- |
| 2009–2012 | Al-Kahraba          |
| 2012      | → Erbil SC (cedido) |
| 2012–2020 | Al-Shorta SC        |
| 2020–2021 | Zakho FC            |
| 2021-     | Naft Al-Wasat       |

### Selección nacional
Jugó para Irak en 50 ocasiones de 2012 a 2019 y anotó un gol en la derrota por 2-3 ante Catar el 30 de enero de 2015 en Newcastle, Australia por la Copa Asiática 2015.

## Logros

### Club
- Liga Premier de Irak (3): 2011-12, 2012-13, 2018-19
- Supercopa de Irak (1): 2019

### Selección nacional
- Copa Asiática Sub-23 de la AFC (1): 2013